# Leptogorgia guineensis
Leptogorgia guineensis är en korallart som beskrevs av Manfred Grasshoff 1988. Leptogorgia guineensis ingår i släktet Leptogorgia och familjen Gorgoniidae. Inga underarter finns listade i Catalogue of Life.